# シオネ・ピウカラ
シオネ・ピウカラ（Sione Piukala、1985年6月8日 - ）は、トンガのラグビーユニオン選手。

## プロフィール
- トンガ・フトゥ出身[1]。
- ポジションはセンター(CTB)。
- 身長 182cm、体重 105kg
- トンガ代表キャップは19（2025年5月現在）でワールドカップ2015のトンガ代表に選ばれた[2]。

## 略歴
イーストウッド、USAペルピニャンを経て、2019年、RCナルボンヌに加入。